# Флоренсио-Варела (муниципалитет)
Муниципалитет Флоренсио-Варела  (исп. Partido de Florencio Varela) — муниципалитет в Аргентине в составе провинции Буэнос-Айрес.
Территория — 190 км². Население — 426005 человек. Плотность населения — 2242,11 чел./км².
Административный центр — Флоренсио-Варела.

## География
Департамент расположен на северо-востоке провинции Буэнос-Айрес.
Департамент граничит:
- на севере — с муниципалитетом Кильмес
- на востоке — с муниципалитетом Берасатеги
- на юге — с муниципалитетами Ла-Плата, Сан-Висенте
- на западе — с муниципалитетами Альмиранте-Браун, Пресиденте-Перон

## Важнейшие населенные пункты[3]
| № | Населённый пункт | Населённый пункт (исп.) | Категория   | Население чел. (2010) | На карте                        |
| - | ---------------- | ----------------------- | ----------- | --------------------- | ------------------------------- |
| 1 | Флоренсио-Варела | Florencio Varela        | агломерация | 426005                | 34°48′17″ ю. ш. 58°16′43″ з. д. |

#### Агломерация Флоренсио-Варела
- входит в агломерацию Большой Буэнос-Айрес

| №  | Населённый пункт           | Населённый пункт (исп.)    | Категория | Население чел. (2001) | На карте                        |
| -- | -------------------------- | -------------------------- | --------- | --------------------- | ------------------------------- |
| 1  | Флоренсио-Варела           | Florencio Varela           | город     | 120678                | 34°48′17″ ю. ш. 58°16′43″ з. д. |
| 2  | Боскес                     | Bosques                    | город     | 62257                 | 34°49′13″ ю. ш. 58°13′50″ з. д. |
| 3  | Гобернадор-Хулио-А.Коста   | Gobernador Julio A. Costa  | город     | 49151                 | 34°48′50″ ю. ш. 58°18′33″ з. д. |
| 4  | Вилья-Ватеоне              | Villa Vatteone             | город     | 35985                 | 34°49′48″ ю. ш. 58°15′51″ з. д. |
| 5  | Инхеньеро-Хуан-Альян       | Ingeniero Juan Allan       | город     | 26336                 | 34°51′48″ ю. ш. 58°12′12″ з. д. |
| 6  | Вилья-Санта-Роса           | Villa Santa Rosa           | город     | 21821                 | 34°49′58″ ю. ш. 58°17′37″ з. д. |
| 7  | Эстанислао-Северо-Себальос | Estanislao Severo Zeballos | город     | 20967                 | 34°48′37″ ю. ш. 58°15′26″ з. д. |
| 8  | Вилья-Сан-Луис             | Villa San Luis             | город     | 9263                  | 34°51′56″ ю. ш. 58°16′33″ з. д. |
| 9  | Вилья-Браун                | Villa Brown                | город     | 5643                  | 34°52′18″ ю. ш. 58°16′51″ з. д. |
| 10 | Ла-Капилья                 | La Capilla                 | поселок   | 1417                  | 34°56′30″ ю. ш. 58°15′51″ з. д. |